# Exposições de Artes Plásticas da Fundação Calouste Gulbenkian
As Exposições de Artes Plásticas da Fundação Calouste Gulbenkian foram organizadas pela Fundação Calouste Gulbenkian em Lisboa em 1957, 1961 e 1986.

## Historial
Um ano depois da sua formalização legal, em Julho de 1956, a Fundação Calouste Gulbenkian fez a sua primeira intervenção pública na vida cultural portuguesa, organizando uma exposição que decorreu na Sociedade Nacional de Belas Artes, Lisboa. O objetivo desta exposição era traçar uma visão panorâmica do estado das artes plásticas em Portugal no final da década de 1950. Inaugurada em 7 de Dezembro de 1957 e repetida no Porto no ano imediato, a I Exposição de Artes Plásticas incluiu 251 obras – 143 de pintura, 37 de escultura e 75 de desenho e gravura –, de 148 artistas. 
Em Dezembro 1961 a Fundação Calouste Gulbenkian retomou a iniciativa de 1957 organizando a II Exposição de Artes Plásticas, que decorreu nas instalações da Feira Internacional de Lisboa, em Alcântara, e juntou a arquitetura às anteriores secções de pintura, escultura e desenho e gravura da mostra inicial. Foram selecionados 141 artistas, com um total de 298 obras expostas. Na II exposição eram claros os indícios das ruturas estéticas da década de 1960, protagonizadas por uma nova geração de artistas. 
Entre 20 de Julho e 31 de Agosto de 1986 a Fundação Calouste Gulbenkian organizou a III Exposição de Artes Plásticas, nos espaços expositivos da sua sede em Lisboa, entretanto construída. Atendendo às alterações ocorridas no campo das Artes Plásticas desde a década de 1960, foram introduzidas novas secções: Objetos e Instalações; Fotografia; vídeo. O quadro temporal das obras expostas foi limitado ao período posterior a 1980. A exposição integrou um total de 345 obras de artistas de gerações e sensibilidades estéticas diversas.
Foram editados catálogos da I, II e III exposições.

### Artistas representados na III Exposição, 1986
Adalberto da Rocha Dias, Adalberto Tenreiro, Alberto Jorge, Alfaro Cardoso, Alice Jorge, Almeida Mota, Álvaro Lapa, Amaral da Cunha, Américo Silva, Ana Esquível, Ana Leonor, Ana Vieira, Angelo Bernimini Neuauerach (José Pedro Vicente), Ângelo de Sousa, António Barros, António Dacosta, António Duarte, António Matos,  António Mira, António Quina, António Rocha Correia, António Sena, António Vidigal, Arlindo Rocha, Armanda Passos, Artur Rosa, José Barrias, Barroco, Bartolomeu Costa Cabral, Bartolomeu dos Santos, Eduardo Batarda, Joaquim Bravo, Artur Bual, Fernando Calhau, Calheiros, Calvet, Câmara Pereira, Augusto Canedo, Ção Pestana, Carlos Borges, Carlos Carreiro, Carlos Duarte, Carlos Henrique, Carlos Nogueira, Carlos Soares, Cat (Catarina Gomes Teixeira Oliveira e Silva), Catarina Baleiras, Catarina Castel-Branco, Cepas, António Charrua, Charters Monteiro, Pedro Chorão, Cipriano, Clara Menéres, João Correia Pais, Leopoldo Criner, Cruz-Filipe, Dário Alves, Darosa, David Almeida, Duarte Cabral de Mello, Eduardo Gageiro, Eduardo Nery, Eduardo Trigo de Sousa, Emerenciano, Ernesto de Sousa, Eurico Gonçalves, Fátima Melo, Fátima Vaz, Fernando Cruz, Fernando Távora, Forjaz Trigueiros, Francisco Esteves, Francisco Melo, Francisco Pereira Ramos, Francisco Salgueiro, Francisco Silva Dias, Gabriela Couto, Gabriela Vaz, Gaëtan, Gil Teixeira Lopes, Gisela Santi, Manuel Carlos Gomes Teixeira, González Bravo, Graça Costa Cabral, Graça Morais, Graça Pereira Coutinho, Graça Sarsfield, Gracinda Candeias, Gracinda Marques, Guilherme Parente, Gustavo Bastos, Hein Semke, Helder Baptista, Helena Almeida, Helena Lousinha, Hestnes Ferreira, Hilário Teixeira Lopes, Hogan, Humberto Mesquita, Ilda Reis, Ilídio Salteiro, Irene Ribeiro, Irene Vilar, Isabel Augusta, Isabel Garcia, Isabel Pavão, Jaime Silva, João Álvaro Rocha, João Antero Almeida, João Baltazar, João Bento d’Almeida, João Cutileiro, João Duarte, João Grijó, João Maia Macedo, João Manuel Bernardo, João Moniz, João Moreira, João Oom, João Paciência, João Paulo, João Vieira, Jorge Gigante, Jorge Manuel Simões Alves, Jorge Martins, Jorge Molder, Jorge Vidal, José Alves, José Aurélio, José Correia, José de Guimarães, José Gigante, José Luís Tinoco, José Pastor, José Pedro Vicente, José Pulido Valente, José Santa-Rita, Júlia Ventura, Júlio Pomar, Lagoa Henriques, Laranjeira Santos, Francisco Laranjo, Laureano Riba Tua, Levi, Lima Carvalho, Rodrigo Lopes Cabral, Lourdes Leite, Luís Camacho, Luís Carlos Cruz, Luís Palma, Luísa Correia Pereira, Luísa Costa Dias, Luísa Gonçalves, Manuel Baptista, Manuel Barbosa, Manuel Correia Fernandes, Manuel Costa Bastos, Manuel Magalhães, Manuel Viana, Manuel Vicente, Manuela Madureira, Jorge Marcel, Maria Felizol, Maria Gabriel, Maria João Franco, Maria João Gamito, Maria José Aguiar, Maria Manuel Godinho de Almeida, Mariano Piçarra, Marília Viegas, Mário Américo, Mário Bismarck, Mário Rita, Marta Wengorovius, Matilde Marçal, José Melo, E.M. de Mello e Castro, Menez, Miguel Arruda, Miguel Mira, Morais de Sousa, José Manuel Moreira, José Mouga, Natividade Corrêa, Nelson Dias, Nicolau Tudela, Nikias Skapinakis, Paulo Jorge Niza, Nuno Calvet, Nuno Santiago, Nuno Teotónio Pereira, Paiva Raposo, Paula Rego, Paulo Neves, Pedro Calapez, José Pedro Croft, Pedro Fazenda, Pedro Morais, Pedro Rosado, Pedro Viana Botelho, Perpétua Bárbara, Luís Pinto Coelho, Pires Vieira, Queiroga, Raul Santana Ladeira, Regina Chulam, Júlio Resende, Ribeiro Baptista, Ernesto Paulo Ricou, Filipe Rocha da Silva, Rocha de Sousa, Rocha Pinto, Rogério, Rogério Ribeiro, Rosa Fazenda, Rui da Rosa, Rui Fabião, Rui Filipe, Rui Matos, Rui Oliveira, Rui Órfão, Rui Paias, Rui Pimentel, Rui Simões, Rui Sanches, Henrique Ruivo, Ruth Matos Chaves, Sam, Armindo Santos Silva, São Trindade, Sérgio Eloy, Sérgio Pinhão, Sérgio Pombo, Sérgio Taborda, José Manuel Tabuada, Teresa Magalhães, Tomás Henriques, Jorge Ulisses, Glyn Uvvell, Valente Alves, Vespeira, Vítor Belém, Vítor de Almeida Figueiredo, Virgílio Domingues, Virgínio Moutinho, Zeca Risques Pereira, Zulmiro de Carvalho.

### Catálogos / Artistas premiados

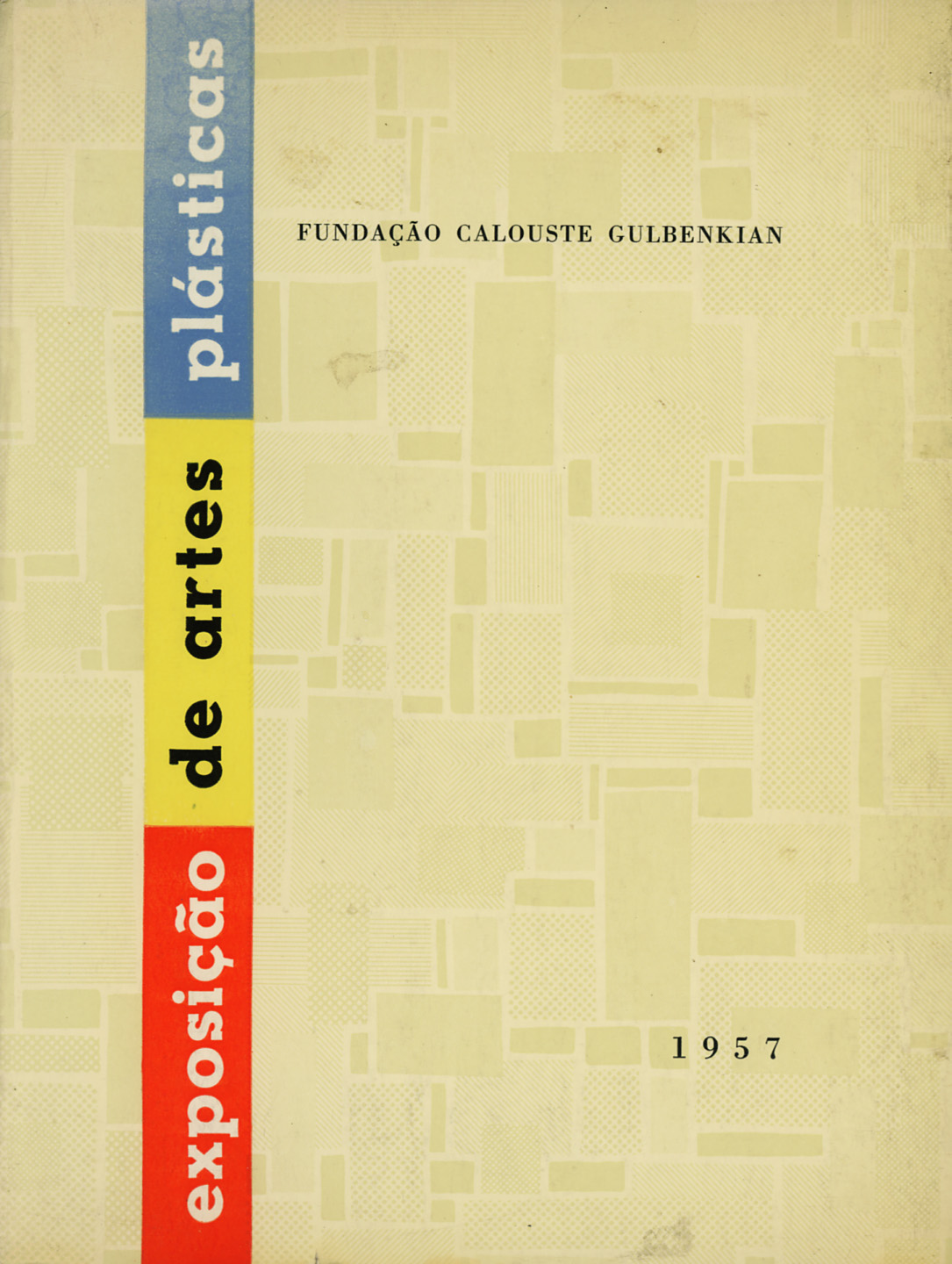
Catálogo da I Exposição de Artes Plásticas da Fundação Calouste Gulbenkian, 1957
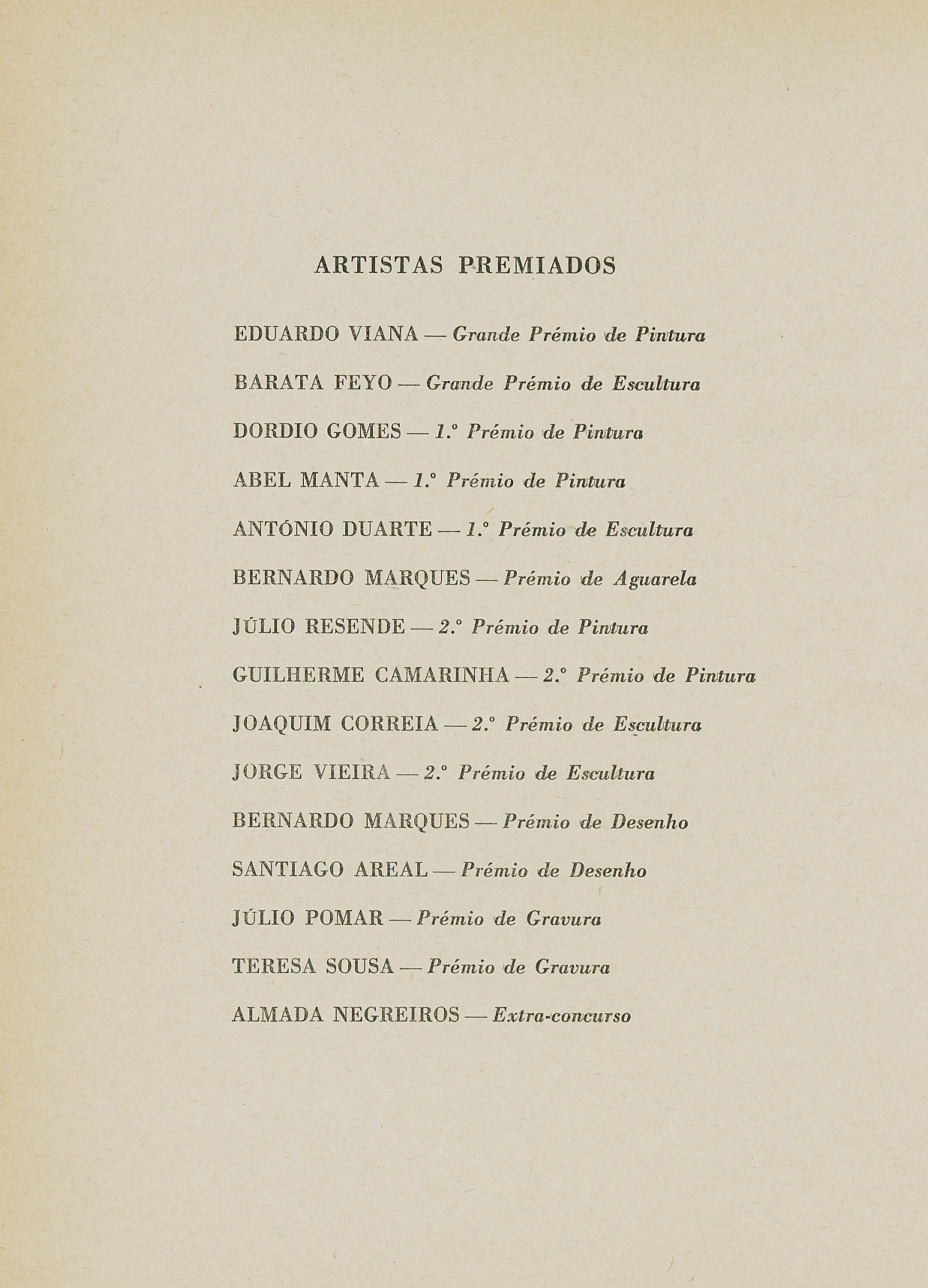
I Exposição de Artes Plásticas da Fundação Calouste Gulbenkian, 1957; artistas premiados
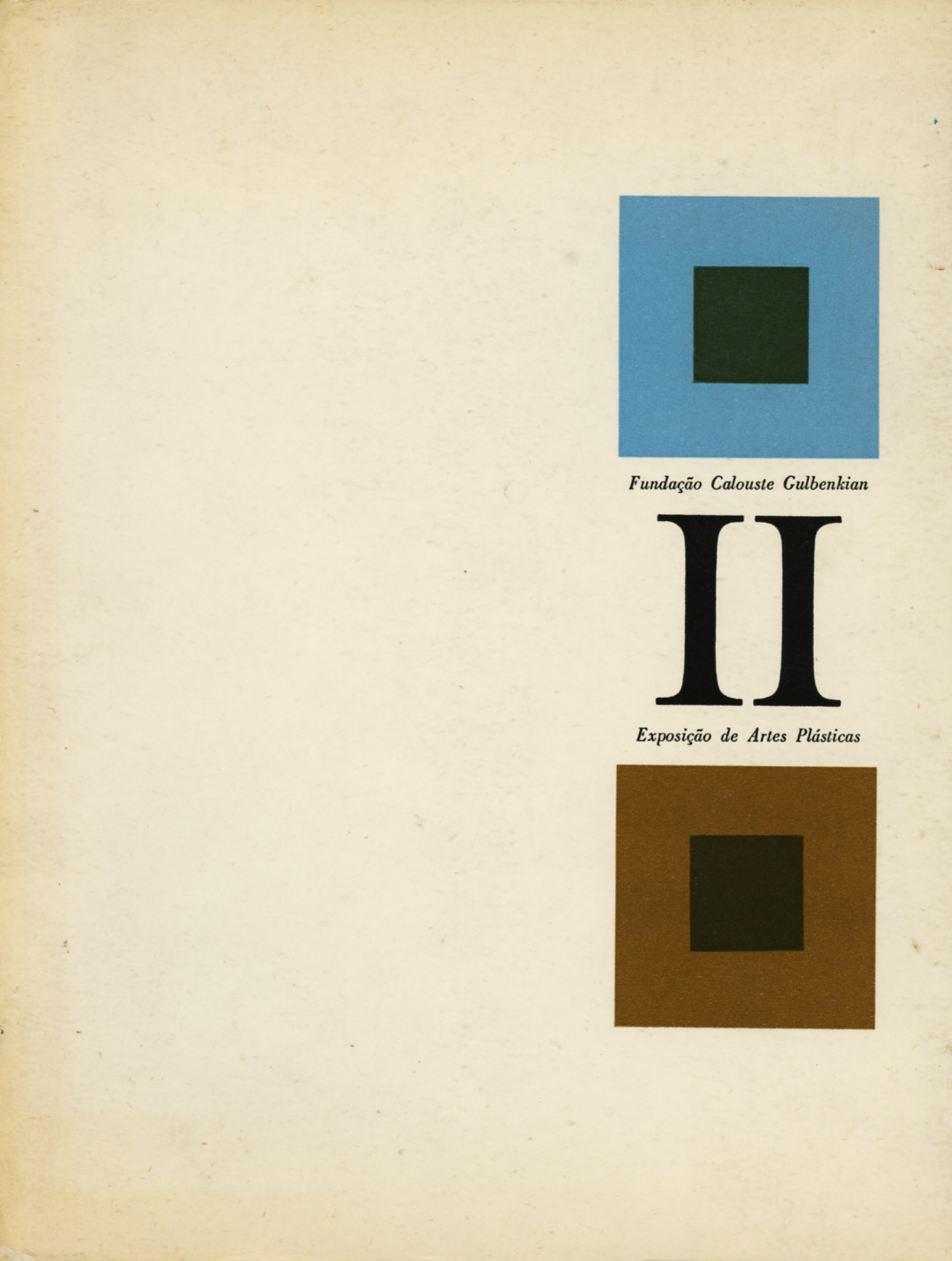
Sebastião Rodrigues, catálogo da II Exposição de Artes Plásticas da Fundação Calouste Gulbenkian, 1961
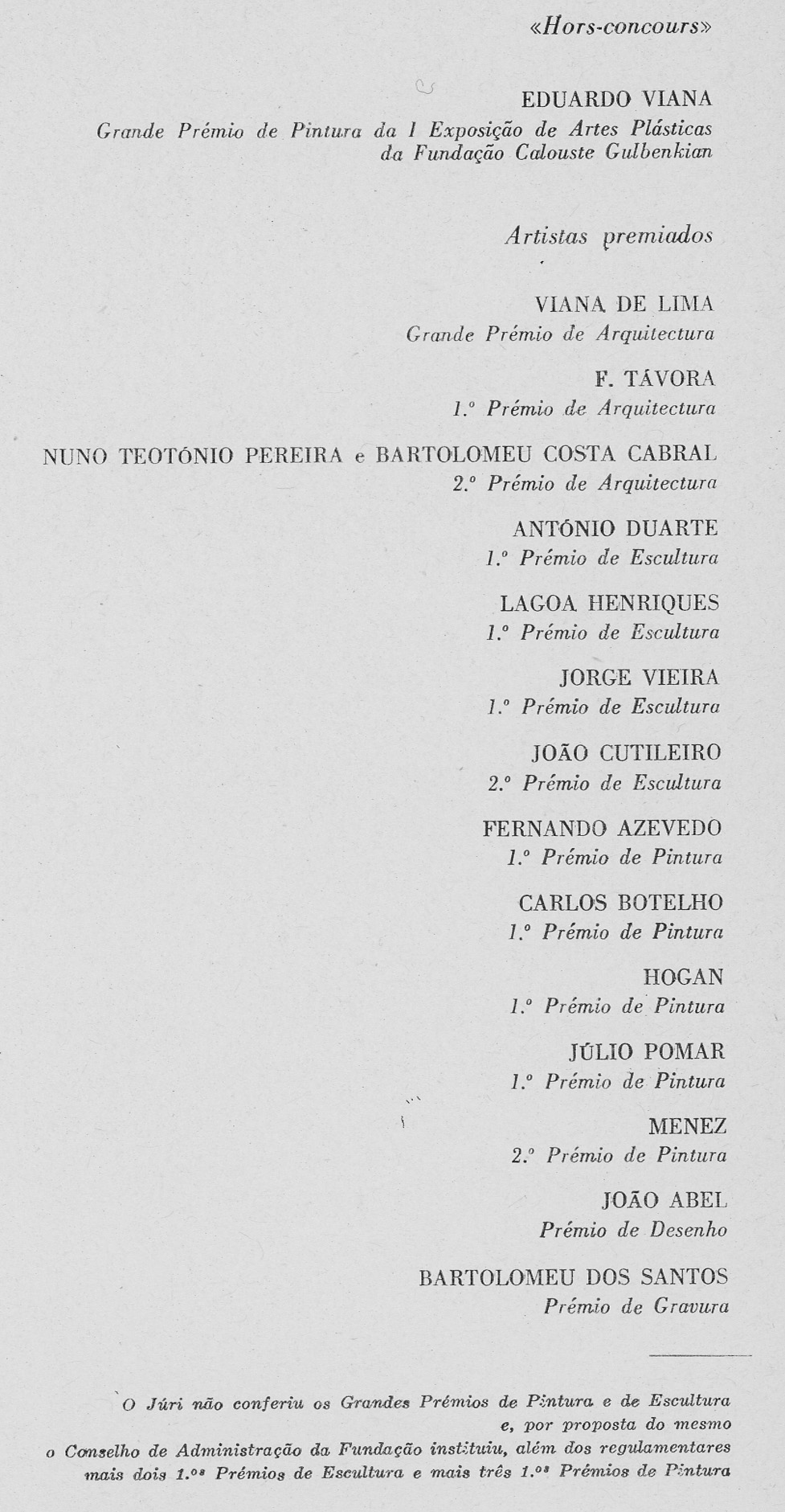
II Exposição de Artes Plásticas da Fundação Calouste Gulbenkian, 1961; artistas premiados
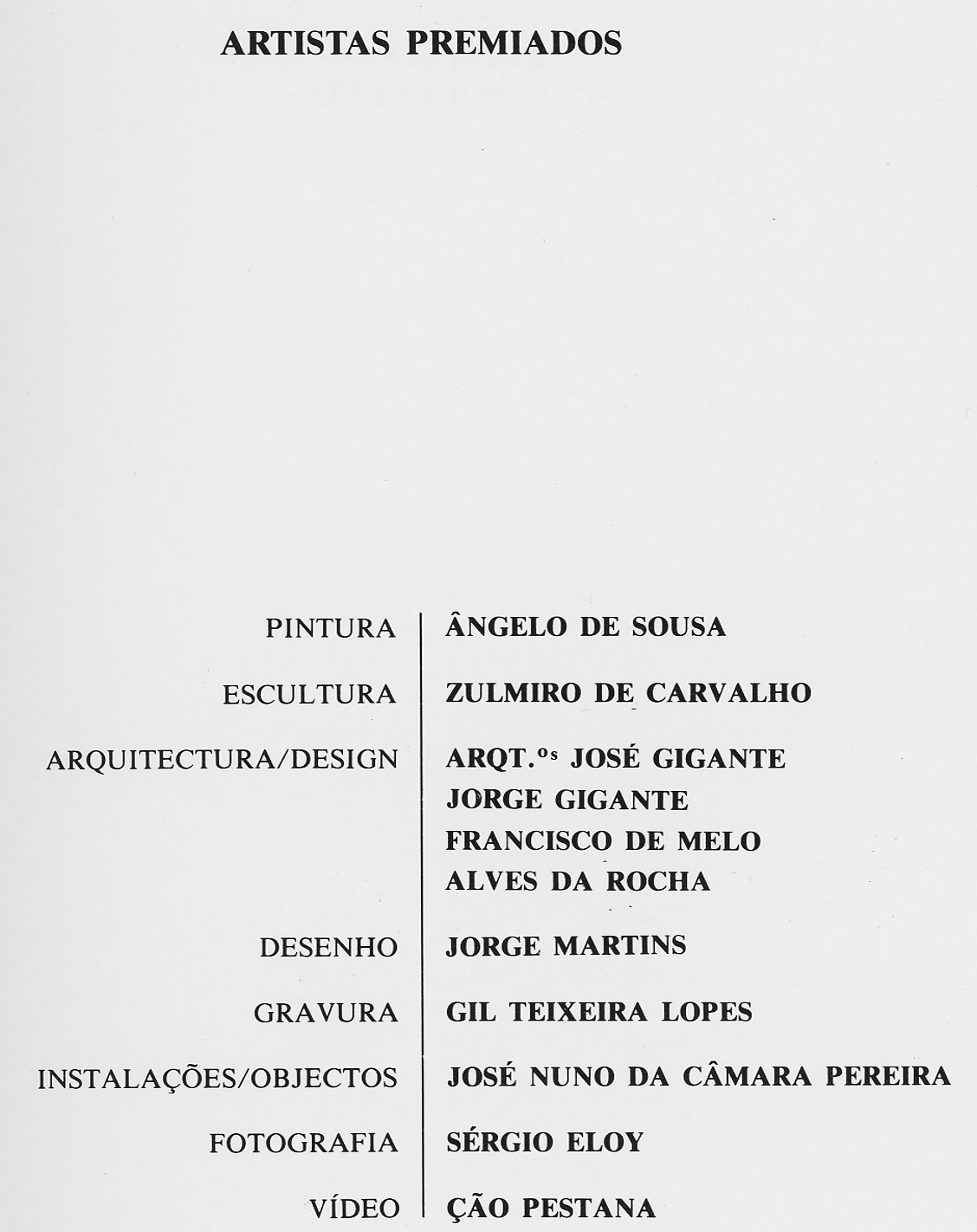
III Exposição de Artes Plásticas da Fundação Calouste Gulbenkian, 1986; artistas premiados